# Hornkaserne (Trier)

Hornkaserne fotografiert vom Markusberg (Bild aus der Festschrift des Regimentes)

Die Hornkaserne war eine Kaserne in Trier, die in den Jahren 1889 bis 1892 erbaut wurde. Benannt wurde sie nach dem preußischen General Heinrich Wilhelm von Horn. Sie lag im Stadtteil Trier-West/Pallien zwischen der Hornstrasse und dem Markusberg (Ecke Horn-/Markusstrasse), südwestlich der Mariensäule. Die Kaserne wurde in den 1960er Jahren abgebrochen, um Platz für Wohnungen zu schaffen.

## Geschichte

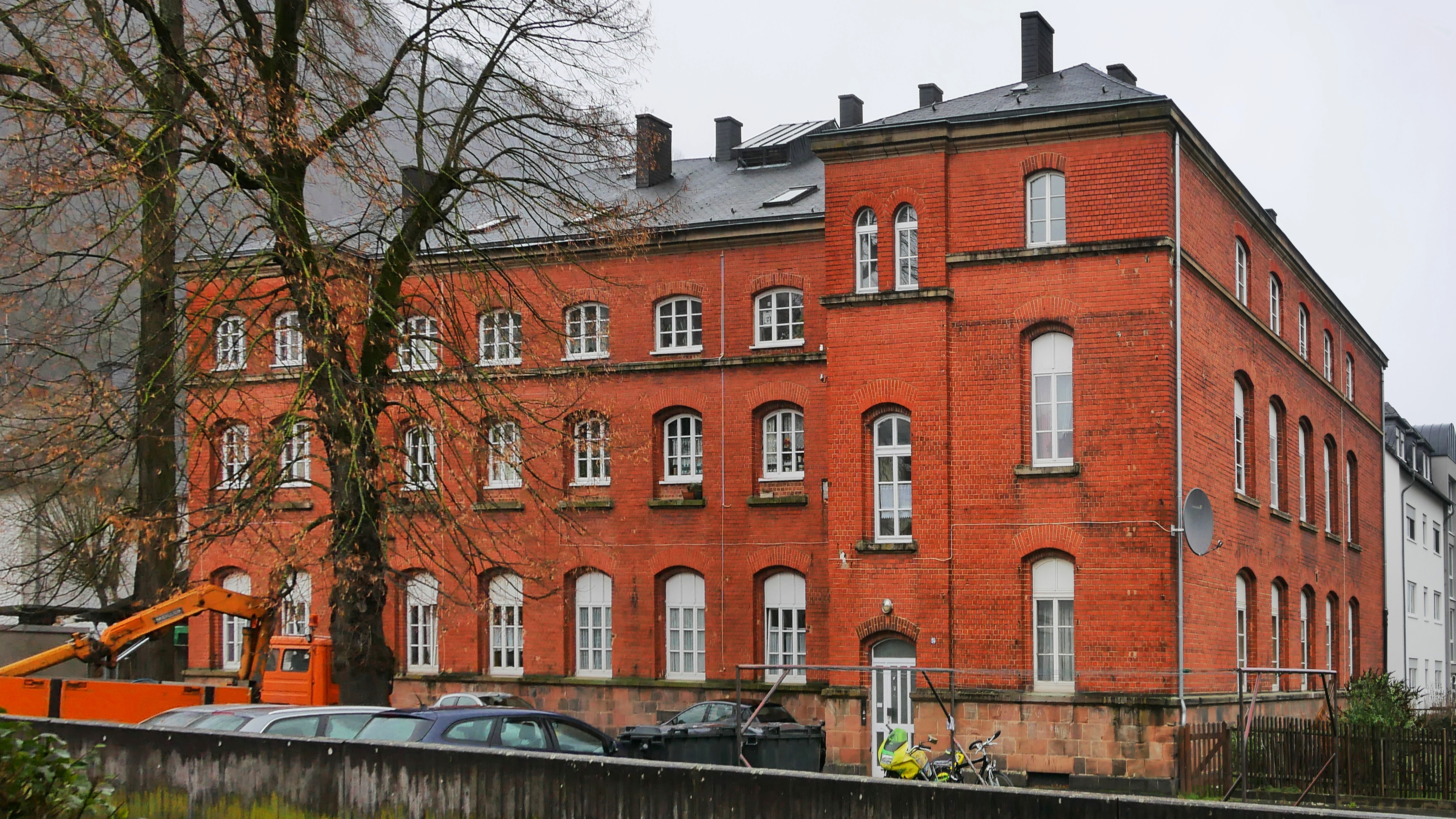
Erhaltenes Gebäude Hornstraße 24

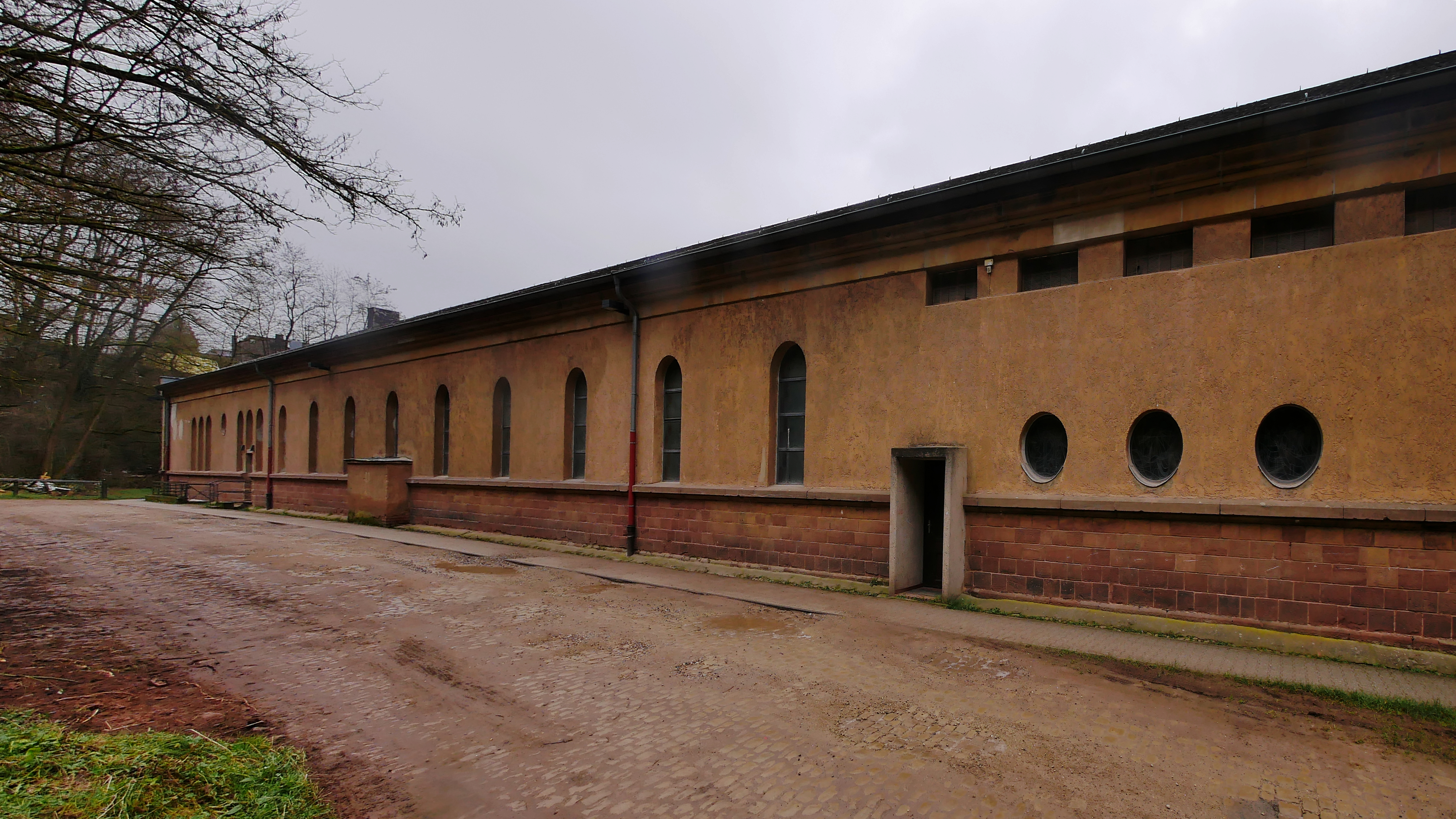
Ehemalige Reit- und Exerzierhalle, heute katholische Pfarrkirche Christkönig

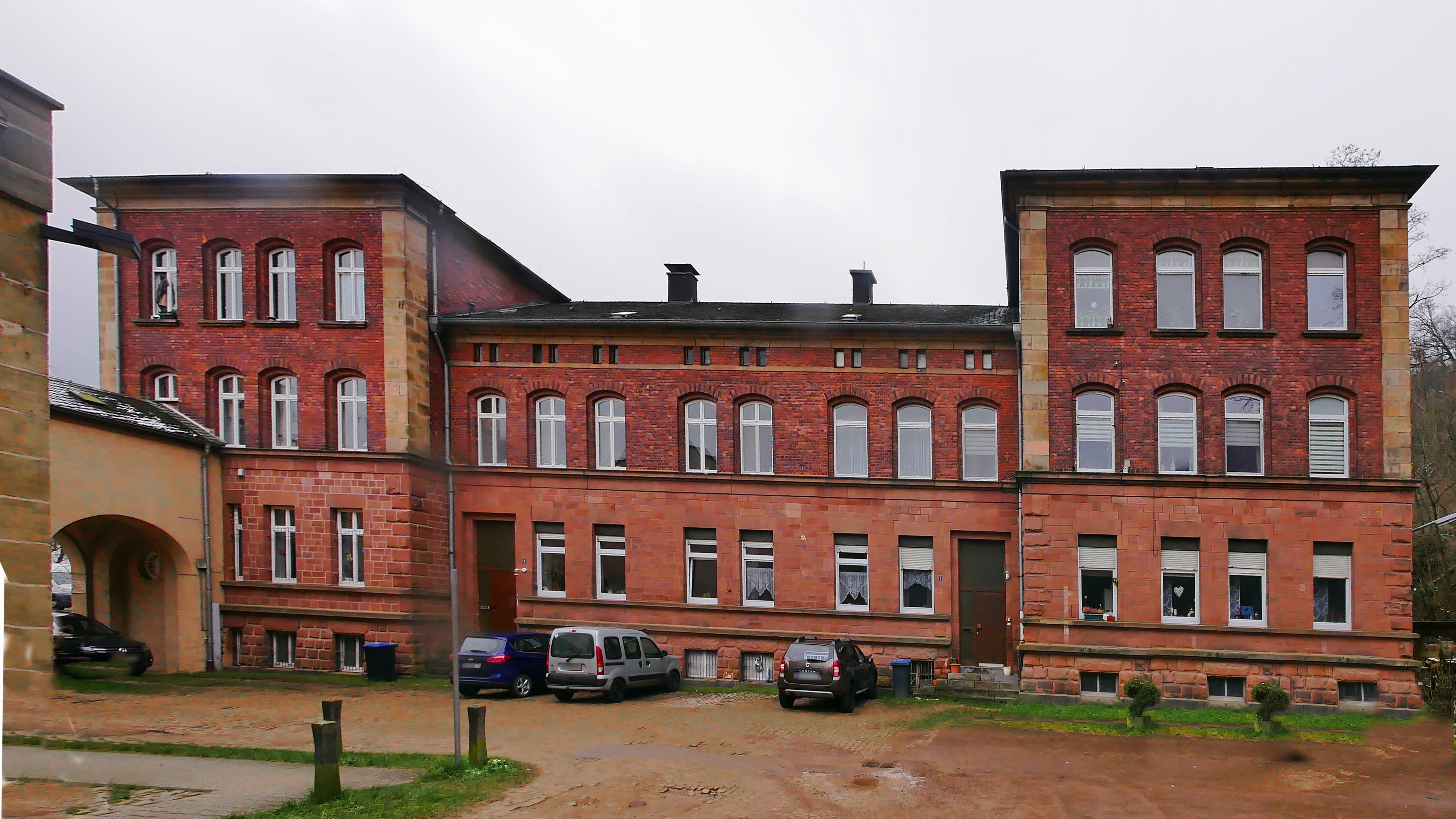
Erhaltenes Gebäude Christ-König-Platz 1–3

Die Hornkaserne war der erste Kasernenneubau in Trier, der vom preußischen Militärfiskus erbaut wurde. Das 3. Rheinische Infanterie-Regiment Nr. 29 von Horn war von 1891 bis 1918 dort in Garnison. Da Trier Frontstadt war, wurden dort mehrere Lazarette betrieben; in der Hornkaserne befand sich das Reservelazarett IV.
Von 1918 bis Juni 1919 benutzten US-Truppen kurzzeitig die Kaserne. Ab Oktober 1919 bis Juni 1930 war das französische 19. Alpen- (Gebirgs)jägerbataillon (19ème Bataillon de Chasseurs Alpins, BCA) in der Kaserne stationiert. Charles de Gaulle war hier von 1927 bis 1929 Bataillonskommandeur des 19. BCA in Trier. Während der Benutzung durch das französische Militär, wurde die Kaserne als „Quartier Sidi-Brahim“ bezeichnet, nach der „Schlacht bei Sidi Brahim“, die vom 23. bis 26. September 1845 in Algerien stattfand.
Durch die in den 1920er Jahren in Trier herrschende Wohnungsnot wurden 1925 im Südflügel der Kaserne Notwohnungen eingerichtet. 1930 erwarb die Stadt das komplette Kasernengelände und ließ weitere Wohnungen in den Kasernengebäuden ausbauen. Am 7. März 1936 erfolgte eine Teilbelegung der Gebäude durch das I. Bataillon des Infanterie-Regiments 36 der Wehrmacht. Am 6. Oktober desselben Jahres folgte das II. Bataillon des Regimentes. Um der enormen Wohnungsnot nach 1945 Herr zu werden, wurden auf dem ehemaligen Kasernenhof ebenerdige Notwohnungen geschaffen. Im Jahr 1970 begann man die Hornkaserne abzutragen. Eine erste Sprengung des Hauptgebäudes misslang, da sich das Gebäude widerstandsfähiger erwies als vermutet. Heute befinden sich Wohnungen auf dem ehemaligen Kasernengelände. Von den Gebäuden der Hornkaserne sind nur ein paar wenige erhalten:
- das Eckgebäude im Nordosten der Kaserne Ecke Hornstraße 24
- Die ehemalige Exerzier- und Reithalle, heute die katholische Pfarrkirche Christkönig
- Neben der Kirche im Südwesten des Areals das Gebäude mit der heutigen Adresse Christ-König-Platz 1 bis 3.

## Stationierte französische Einheiten
- 4° Groupe de Chasseurs Cyclistes 4° GCC (30. Januar 1919 bis 31. Dezember 1929), (Radfahrschwadron).[5]
- 5° Bataillon de Chasseurs Alpins 5° BCA (1. April 1920 bis 31. Dezember 1925), Alpen-/Gebirgsjäger.
- 19° Bataillon de Chasseurs Alpins 19° BCA (1. Dezember 1921 bis 31. März 1930).